# Vrbičany (Boêmia Central)
Vrbičany é uma comunas checa localizada na região da Boêmia Central, distrito de Kladno.